# Steven Scarborough
Pour les articles homonymes, voir Scarborough.
Steven Scarborough (né le 23 juin 1953) est un réalisateur américain de films pornographiques gay.

## Biographie
Il commence à travailler comme réalisateur pour le studio Falcon Entertainment en 1988, avec les films Perfect Summer et Touch Me.
Il a ensuite créé sa propre compagnie, Hot House Entertainment, en 1993.
Son film Descent (1999) s'est retrouvé au centre d'une polémique autour de la censure lorsqu'il a été saisi par la police canadienne en 2000 dans un magasin de Toronto,.

## Filmographie choisie
- 1990 : Revenge: More Than I Can Take, avec Joey Stefano
- 1990 : Big Bang (Falcon Entertainment), avec Matt Gunther
- 1999 : Descent, avec Aiden Shaw, Jason Branch, Blake Harper
- 2003 : Skuff II: Downright Filthy, avec Collin O'Neal
- 2006 : Beefcake, avec Árpád Miklós
- 2006 : Manhunt 2.0, avec Rafael Alencar
- 2006 : Blue, avec Dean Monroe
- 2007 : Black 'N' Blue, avec Rafael Alencar, Francesco D'Macho, Árpád Miklós, Dean Monroe
- 2008 : Verboten Parts 1 & 2, avec
- 2009 : Reckless, avec Tim Kruger

## Récompenses
- 2002 : GayVN Hall of Fame
- 2004 : Grabby Awards Wall of Fame
- 2008 : XBIZ Award Lifetime Achievement in Movie Production (GLBT)[4]
- 2010 : XBIZ Award du réalisateur gay de l'année[5]